# دوري جرينلاند لكرة القدم 1985
دوري جرينلاند لكرة القدم 1985 هو موسم من دوري جرينلاند لكرة القدم. فاز فيه Nuuk Idraetslag ‏.